# Leżnica
Leżnica (deutsch Lägs) ist ein Dorf im Powiat Elbląski der Woiwodschaft Ermland-Masuren in Polen. Das im ehemaligen Ostpreußen gelegene Dorf gehört zur Stadt-und-Land-Gemeinde Pasłęk (Preußisch Holland). Bis zum Jahreswechsel 2013/2014 lautete der Name Leżnice.

## Lage
Das Dorf liegt ungefähr 6 Kilometer östlich von Pasłęk (Preußisch Holland). Direkt nördlich verlaufen zuerst die Wąska und dann die Woiwodschaftsstraße Droga wojewódzka 513 (DW 513), zu der allerdings keine Verbindung besteht. Im Westen fließt die Olszynka, ein Zufluss zur Wąska, und im Süden führt eine Straße zur Ortschaft Rogajny (Rogehnen), in der Anschluss an die DW 527 besteht.
23 Kilometer nordwestlich liegt Elbląg (Elbing) und 59 Kilometer südöstlich Olsztyn (Allenstein), die Hauptstadt der Woiwodschaft.

## Interessantes
Lägs war zwischenzeitlich im Besitz von Georg von Derfflinger (1606–1695).

In ihrem Buch „Namen die keiner mehr nennt“ erwähnt Marion Gräfin Dönhoff die Ortschaft im Rahmen einer Aufzählung innerhalb des Kapitels „Nach Osten fuhr keiner mehr“:
Ich muss noch einmal – zum letzten Mal – hier die Namen der Gutshöfe niederschreiben, alle diese schönen Namen, die nun keiner mehr nennt, damit sie irgendwo verzeichnet sind: Quittainen, Comthurhof, Pergusen, Weinings, Hartwigs, Mäken, Skolmen, Lägs, Amalienhof, Schönau, Gr. Thierbach, Kl. Thierbach, Nauten, Canditten, Einhöfen.

## Persönlichkeit
- Carl Rehs (* 28. April 1867 in Lägs), deutscher Lehrer, Autor und Imker, Mitglied im Wirtschaftsausschuss des Deutschen Imkerbundes, Leiter des Ostpreußischen Imkerverbandes, Schriftleiter der Preußischen Bienen-Zeitung († 1945)